# Cratere Uku
Uku è un cratere sulla superficie di Rea.